# Hermann von Bilfinger

Hermann Freiherr von Bilfinger in Uniform

Hermann Bilfinger, ab 1902 Freiherr von Bilfinger (* 1. März 1843 in Friolzheim; † 14. März 1919 auf Schloss Harteneck bei Ludwigsburg) war ein württembergischer General der Infanterie und Generaladjutant von König Wilhelm II.

## Biografie
Bilfinger war das zweite von vier Kindern des Pfarrers Carl Bilfinger und dessen Ehefrau Adelheid, geborene Frank. Als sein Vater die Friolzheimer Pfarrei mit der in Rohracker tauschte, besuchte er von dort aus das Stuttgarter Gymnasium. Trotz seiner großbürgerlichen Laufbahn hatte er zeitlebens eine starke Verbindung zu seiner Heimatgemeinde.
Mit 16 Jahren besuchte er die Kriegsschule Ludwigsburg. Nach seinem 21. Geburtstag wurde er Leutnant beim 1. Jägerbataillon der Württembergischen Armee auf dem Hohenasperg. In den Feldzügen des Deutschen Kriegs von 1866 und Deutsch-Französischen Kriegs von 1870/71 zeichnete er sich wiederholt aus. Er wurde in den Generalstab berufen und 1877 auch in den Großen Generalstab der Preußischen Armee nach Berlin kommandiert. 1901 wurde er General der Infanterie.
1896 wurde Bilfinger vom württembergischen König zu dessen Generaladjudanten ernannt. Fünfzehn Jahre hindurch genoss er das volle Vertrauen des Königs zu dem ihn ein herzliches Verhältnis verband. Seine eingehende Kenntnis von Land, Sitten und Bräuchen, sowie Offenheit und überlegtes und nüchternes Urteil machten ihn zum zuverlässigen Berater. In Anerkennung Bilfingers Verdienste wurde er vom König in den erblichen Freiherrnstand erhoben. 1911 bat er den König um Versetzung in den Ruhestand. Diesem Wunsch entsprach der König, ernannte ihn aber zugleich auf Lebenszeit zum Mitglied der Ersten Kammer des Landtages von Württemberg. Auch nach dem offiziellen Ausscheiden aus dem Dienst blieb Bilfinger dem König eng und freundschaftlich verbunden. Die Abdankung des Königs im November 1918 und dessen Rückzug sowie die politischen Umbrüche trafen ihn schwer.

## Familie

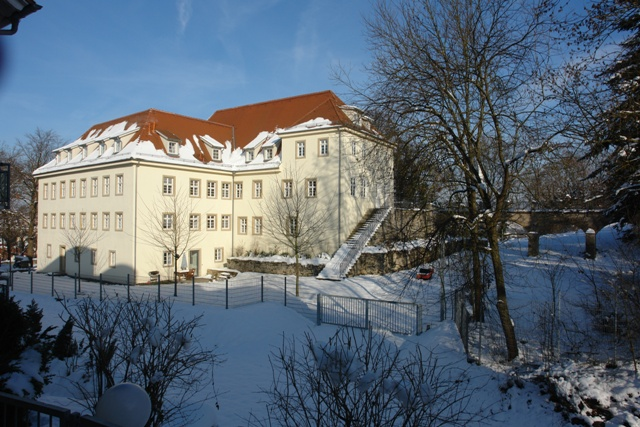
Schloss Harteneck

Bilfinger war mit Marie Henriette Rouff, einer Kaufmannstochter aus Ludwigsburg, verheiratet und hatte mit ihr eine Tochter und fünf Söhne. Wohnsitz der Familie war Schloss Harteneck, welches durch Bilfingers Schwiegervater 1851 erworben wurde.
- einer seiner Söhne, Hans, heiratete am 8. Mai 1938 Katharina Gertrud Karina (1893–1980). Sie war die Tochter des lübeckischen Politikers und einstigen diplomatischen Vertreters am preußischen Hof Karl Peter Klügmann.

## Ehrungen und Auszeichnungen
- Kriegs-Denkmünze (1866)
- Eisernes Kreuz II. Klasse (1871)
- Großkreuz des Ordens der Württembergischen Krone 1905
- Großkreuz des Friedrichs-Ordens
- Großkreuz des Württembergischen Militärverdienstordens (1911)
- Ehrenbürgerwürde von Friolzheim (1903)
- Grand Cross of the Royal Victorian Order (1904)[3]